# 九五式十三屯牽引車
九五式十三屯牽引車は、1930年代に大日本帝国陸軍が大型重砲牽引用として開発した牽引車である。本車は九二式八屯牽引車・九二式五屯牽引車と同系列であり、より大型化された車輌である。同系列とすることで操縦教育の容易さや補給しやすさに考慮した。性能としては七年式三十糎榴弾砲の分解輸送に際し、榴弾砲の長砲身を搭載した運搬車の総重量は29tに達したが、これを不整地であっても牽引可能だった。また九六式二十四糎榴弾砲を牽引する能力を持つ。
機関にはガソリンエンジンまたはディーゼルエンジンを搭載した。前者は九五式十三屯牽引車（甲）、後者は九五式十三屯牽引車（乙）と呼ばれた。採用当初は牽引力が不十分であること、エンジンと走行装置の故障、操作に大きな力が必要であることなどが欠点とされたが、後の改修によってこれらは改善された。

## 開発
日露戦争後の日本陸軍では対ソ連戦を想定し、ソ連国境に配置される堅陣地を無力化するために攻城重砲を整備していた。こうした大型砲である七年式三十糎榴弾砲、また九六式二十四糎榴弾砲を牽引する必要が生じた。この牽引車は大正13年6月の参謀本部第三七二号研究方針に基づいて構想されたもので、昭和8年11月に審査に着手した。
昭和9年1月、設計の大綱を決定した。本車の様式は九二式八屯牽引車に準ずる。目標値として自重が約13t、エンジン出力は標準1,300回転にて130馬力、1900回転時には160馬力であることとされた。牽引能力の目標は、総重量13tまたは26tの装軌車輌を牽引し、最大速度はそれぞれ12km/、6km/hを発揮すること、登坂能力はそれぞれ3分の1または6分の1であることが目指された。
昭和9年2月、設計と製作に着手。東京瓦斯電気工業株式会社が細部の設計開発を担当し、また試作車輌2台の製作が命じられた。同年8月中旬のエンジン性能試験において予定の出力を発揮、構造は堅牢で機能は良好と認められた。また同月の竣工実地試験の結果では車重が1,800kg不足していた。そこで根本的な改修は後日とし、応急に鉛を積んだ上で竣工運行試験を行った。8月27日から9月1日にかけて行われた試験内容は、車重13tの八九式中戦車を牽引、また車重21tの、七年式三十糎短榴弾砲の砲身を搭載した改修特種重砲運搬車を牽引するものだった。長尾峠、富士裾野、籠坂峠で試験が行われた結果、性能はおおむね良好と認められた。自重不足からトラクションが不十分であること、若干の改修点を加えれば実用に適すると判定された。
9月17日から22日にかけ、第一次修正試験が行われた。自重を増やす改修は行われなかったが、他の改修による機能の確認のため、試製特種重砲運搬車（九四式特殊重砲運搬車）に七年式三十糎短榴弾砲の砲身を搭載した。牽引総重量は23.5tに達し、試験結果はおおむね良好だった。9月22日から10月14日、実用機能試験が実施された。陸軍重砲兵学校に試験が依託され、特別砲兵演習に参加した。結果は運搬車の改修と自重増が必要であること、初期の目標を達成することが見込まれた。11月上旬に機関の再試験を行い、結果は良好だった。
昭和10年1月14日、第二次修正試験。車重が13tに増やされ、性能を確認した。機能良好であるため制式採用の見込みが高いと判定された。1月27日から2月15日にかけて実用依託試験が行われた。陸軍重砲兵学校では、七年式三十糎長榴弾砲の砲身を試製特種重砲運搬車に搭載して演習を行った。ここでは総重量29tを牽引し、約8kmの普通道路上および6分の1の坂を行軍した。機能良好であるため制式化が適当であると認められた。

## 構造
本車は分解された七年式三十糎榴弾砲を5km/h、九六式二十四糎榴弾砲を12km/hで牽引できる重量級の全装軌式牽引車である。形状としては車体前方に機関室、後部に操縦室と座席を設ける。両側面には懸架装置が装備された。前方の機関室で発生した動力はシャフトを介して車体最後方の起動輪へ送られ、牽引車を駆動する。クラッチ、変速機、ブレーキ、点火時期の調整、チョーク（瓦斯加減装置）の操作は一般の自動車と変わらない。操向は片方のクラッチブレーキ（操向連動制動機）の操向レバーを引いて行うもので、このとき操向用の乾式多板クラッチおよびブレーキバンドが可動し、動力を遮断した後にブレーキングが行われて車体が旋回する。単車で信地旋回が可能であり、30tの重量物を牽引時には普通土質上で20mの最小回転半径を持つ。登坂能力は13t牽引時に3分の1、29t牽引時に6分の1。
シャーシは鋼板製の溝型縦材と横材を組み合わせた頑強な物である。ほか、鋳鋼製のエンジンの受け台、変速機室、横軸室を一体化して車体を構成した。横材と機関受け台には鉛を流し込んでおり、自重を増加させ、重心バランスを調整している。
シャーシ上部の機関室内部には、水冷6気筒ガソリンエンジンと冷却システム、主燃料タンク、副燃料タンクが搭載されている。本車のエンジンは、九二式八屯牽引車に装備されたエンジンの気筒を大型化したほかはほぼ同形式である。出力は標準毎分1,300回転で130馬力、最大毎分2,000回転で160馬力である。点火には高圧磁気鉄発電機が使用された。電動のスターターの他、手動により始動が行われる。エンジン冷却は水冷式である。エンジンの温度をサーモスタットで検知し、冷却液流量が制御された。ラジエーター（冷却函）と冷却ファン（風扇）は機関室前部に搭載された。乙型にはディーゼルエンジンが搭載された。ほか、照明とエンジン始動のために発電機・電動機・蓄電池が装備された。主燃料タンクは機関室中央部、副燃料タンクは機関室左上部に装備された。エンジンへの送油はオートパルス式の圧送装置が設けられた。故障時には重力式送油となる。合計で323リットル、資料により354リットルの燃料を携行する。
変速機は歯輪式で前進4速、後進1速が選択できる。また纒絡機（てんらくき・ウィンチの意）用に外部へ動力を分配するギアが設けられた。最終伝動装置は傘型歯輪および左右一組の減速歯輪が用いられた。
全体的な走行装置の型式は八九式中戦車と同様である。本車は後方に起動輪、前方に誘導輪を持つ。誘導輪は前後に位置を修正でき、履帯のテンションを調整できる。転輪は9個が装備された。うち8個はリーフスプリングサスペンションと接続する。前端の一つは独自のバネ式サスペンションを持つ。この前端の転輪は地形からの衝撃を緩衝し、また履帯のテンションを調整するための装備である。緩衝装置はリーフスプリング式（層葉式）4組が用いられた。スプリングは両端が固定され、中央部で転輪4個を支持するアームと接続する。上部転輪は左右各4個である。履板はハイマンガン鋼を一体鋳造したもので、八九式中戦車と同様のものである。防滑具取り付け用の孔が設けられた。履帯は左右各70枚で構成される。最低地上高は33cm。接地圧は0.36kg/平方cmだった。
車体後方に荷重能力1,000kgの纒絡機（ウィンチ）を装備する。内蔵されたワイヤー長さは30mである。この纒絡機にはエンジンからの動力が分配され、運転台から動力のクラッチとブレーキの操作が行えるほか、ウィンチのドラムにもハンドル式のクラッチが設けられている。車体両側面のフェンダー上には組み立て式起重機を分解搭載した。この起重機は後方に装備し、連絡機からワイヤーを引き揚げることで、600kgの重量物を持ち上げた。組み立てられた起重機は次のようなものである。車体後方に継板を介して踏板を敷く。踏板上に斜柱を立てる。斜柱の頂点は運転台付近の二点から伸ばしたワイヤーによって固定される。また斜柱の頂点には滑車がつけられており、纒絡機からのワイヤーをかけることで重量物を吊り上げられる。吊り上げたまま、短距離であれば移動が可能だった。
ほか、牽引用フックを車体前後に1箇所設けている。

## 現存車輛
パラオのバベルダオブ島にある日本海軍通信隊が使っていた建物を利用した屋外博物館に展示されている。